# Gymnopilus corticophilus
Gymnopilus corticophilus là một loài nấm thuộc họ Cortinariaceae.